# Felix García Casas
Felix Manuel García Casas (Madrid, 29 december 1968) is een voormalig Spaans wielrenner.

## Carrière
García Casas begon zijn profcarrière in 1992 bij het Spaanse Artiach. In 1996 kwam hij uit voor het Franse Festina Chronomatiques-team, waar grote kampioenen als Richard Virenque, Laurent Dufaux en later ook Alex Zülle voor reden. 
García Casas was een gewaardeerde knecht, die uitblonk in het rondewerk. Bij Festina mocht hij echter nooit voor eigen kansen rijden. In 1996 (niet uitgereden), 2000 (14de in het eindklassement) en 2001 (37ste) mocht hij van Festina uitkomen in de Ronde van Frankrijk. 
Tot veler verrassing koos García Casas aan het einde van 2001 voor het kleine Franse BigMat-Auber 93, toen Festina besloot te stoppen met wielersponsoring. Hij werd bij die ploeg, naast Stéphane Heulot, kopman. Garcia Casas koos voor BigMat, omdat hij dan bijna automatisch een startbewijs voor de Tour de France zou hebben. In de periode 1996-2001 mocht BigMat namelijk slechts één keer niet aan de Tour deelnemen (in 2000). Helaas voor de Spanjaard werd de Franse eersteklasser in 2002 geweigerd voor de Ronde van Frankrijk. BigMat verkreeg dat jaar echter (verrassend) wel een wild-card voor de Vuelta. García Casas eindigde in de vijfde etappe van de Vuelta op plaats twee, nadat hij samen met dagwinnaar Guido Trentin heroïsch had gestreden op de flanken van de Sierra Nevada. In het eindklassement van die Ronde van Spanje eindigde de Spanjaard op de achtste plaats.
Het beviel Felix García Casas wel bij BigMat, waardoor hij ook tot juli 2003 voor deze Franse ploeg uitkwam. In juni 2003 werd het Duitse Team Coast overgenomen door fietsenconstructeur Bianchi. Jan Ullrich besloot om García Casas aan zijn ploeg toe te voegen als goede helper in de Tour de France. De Spaanse renner wilde graag zijn carrière bij BigMat beëindigen, maar koos uiteindelijk toch voor een hoger salaris bij Team Bianchi. De Spanjaard eindigde als 23ste in het eindklassement van de Tour en had bovendien zijn kopman Ullrich naar een tweede plaats geloodst. De Vuelta van 2003 was García Casas’ laatste grote ronde en tevens zijn afscheid van het internationale wielerpeloton. Het lukte hem niet om voor 2004 een wielercontract bij een profploeg te krijgen. 

## Privé
Twee zonen van Felix García Casas zijn eveneens beroepswielrenner geworden. Carlos García Pierna en de anderhalf jaar jongere Raúl García Pierna werden in 2021 beiden prof bij Equipo Kern Pharma.

## Overwinning
1995
- Grote Prijs Miguel Indurain

## Resultaten in voornaamste wedstrijden
| Jaar | Ronde van Italië | Ronde van Frankrijk | Ronde van Spanje |
| ---- | ---------------- | ------------------- | ---------------- |
| 1993 |                  |                     | 80e              |
| 1994 |                  |                     | 21e              |
| 1995 |                  |                     | 12e              |
| 1996 | 17e              | 48e                 |                  |
| 1997 | 12e              |                     | 13e              |
| 1998 | 37e              |                     | 20e              |
| 1999 |                  |                     | 17e              |
| 2000 |                  | 14e                 | 21e              |
| 2001 |                  | 37e                 | 15e              |
| 2002 |                  |                     | 8e               |
| 2003 |                  | 23e                 | 15e              |

| Jaar | Luik-Bast.‑Luik | Ronde van Lombardije |  | WK op de weg |
| ---- | --------------- | -------------------- |  | ------------ |
| 1993 |                 |                      |  |              |
| 1994 |                 |                      |  |              |
| 1995 |                 |                      |  |              |
| 1996 | 28e             |                      |  |              |
| 1997 |                 |                      |  | 45e          |
| 1998 |                 | 14e                  |  |              |
| 1999 |                 | 23e                  |  |              |
| 2000 |                 |                      |  |              |
| 2001 |                 |                      |  |              |
| 2002 |                 |                      |  |              |
| 2003 |                 | 14e                  |  |              |